# Josep Ensenyat Alemany
Josep Ensenyat Alemany (Andratx, 1897- Palma (?), 1978. Professor i periodista.
Llicenciat en dret. Va ser vocal de l'Associació per la Cultura de Mallorca. Signà la Resposta als Catalans. Exercí de professor de l'Escola Normal de Palma durant la República i la Dictadura del General Franco. Va ser director de l'Escola Normal de Palma. Ensenyà història i filosofia. Lul·lista, organitza cursos de lul·lisme a Andratx (1944). Va ser secretari de la Maioricensis Schola Lullistica. Periodista, col·laborà a La Nostra Terra, en els diaris "El Dia", "La Almudaina" i "Baleares", a més de molts d'altres periòdics. Als 14 anys havia començat a col·laborar a la revista "Andraitx", revista de la qual va ser fundador i en va formar part de la redacció fins al 1923. Vinculat al Partit Republicà de Centre. Secretari del "Círculo Mallorquín". Va ser procurador a les Corts franquistes, per la representació familiar (1967).